# Jian Yi
Pour les articles homonymes, voir Yi.
Jian Yi (健一), né le 16 octobre 1979, est un dessinateur de manhua chinois.

## Œuvre
- 9 Tigres, scénario d'Olivier Vatine, dessins de Jian Yi, Delcourt, collection Neopolis
  1. Xiao Wei, 2009  (ISBN 978-2-7560-0965-0)
- Chroniques de Pékin, scénario et dessins collectifs, Xiao Pan, 2008  (ISBN 978-2-940380-73-2)
- Le Dieu Singe, dessins de Jian Yi, Delcourt, collection Ex-Libris
  1. Volume 1, scénario de Jean-David Morvan, 2008  (ISBN 978-2-7560-0954-4)
  2. Volume 2, scénario de Jean-David Morvan et Yann Le Gal, 2009  (ISBN 978-2-7560-0955-1)
  3. Volume 3, scénario de Jean-David Morvan et Yann Le Gal, 2011  (ISBN 978-2-7560-0956-8)
- Five Colors, scénario et dessins de Jian Yi, Xiao Pan, 2007  (ISBN 978-2-940380-33-6)
- Sekushi Memory, scénario de Stéphane Hervé, dessins de Jian Yi, Éditions Paquet, collection [bao]
  1. Préliminaines, 2009  (ISBN 978-2-88890-909-5)